# Clara Ponsatí
Clara Ponsatí i Obiols (Barcelona, 19 de marzo de 1957) es una economista y política española.
Fue consejera de Educación de la Generalidad de Cataluña en el gobierno de Carles Puigdemont,y fue destituida por el Gobierno de España, en aplicación del artículo 155 de la Constitución Española, el 27 de octubre de 2017, tras la organización de un referéndum sobre la independencia de Cataluña.
El 30 de octubre de 2017 se trasladó a Bruselas con Carles Puigdemont y tres consejeros más del Gobierno de Cataluña (Lluís Puig, Antoni Comín y Meritxell Serret). En marzo de 2018 se reincorporó a la Universidad de Saint Andrews (Escocia), donde era catedrática. En las elecciones municipales españolas de 2019 cerró la lista de la candidatura Barcelona és capital-Primàries, liderada por Jordi Graupera. Desde febrero de 2020, es diputada del Parlamento Europeo, dentro de la candidatura Junts i Lliures per Europa.

## Biografía
Nació en Barcelona en 1957, hija de José María Ponsatí i Capdevila y de Montserrat Obiols i Germà. Nieta del pintor Josep Obiols i Palau, sobrina del político Raimon Obiols i Germà y hermana de Agnès Ponsatí i Obiols. Fue escolarizada en la Escola Talitha. Se licenció en la Facultad de Ciencias  Económicas de la Universidad de Barcelona (1980). Estudió un máster en economía en la Universidad Autónoma de Barcelona (1982) y se doctoró en 1988 en el Departamento de Economía de la Universidad de Minnesota, en los Estados Unidos, donde permaneció unos años como profesora.
Es especialista en la Teoría de Juegos y Economía Pública, con interés en la negociación y la resolución de conflictos. En 2001, Ponsatí se incorporó como investigadora en el Instituto de Análisis Económico del CSIC, y asumió su dirección entre 2006 y 2012. También ha sido profesora visitante en las universidades de Toronto, San Diego y Georgetown.
En 2013, denunció que el Ministerio de Educación, Cultura y Deporte decidió no renovar su puesto como profesora visitante de la cátedra Príncipe de Asturias en la Universidad de Georgetown por su posición favorable al «derecho a decidir», lo cual Ponsatí consideró una maniobra de «censura» ante sus opiniones políticas. Sus puntos de vista sobre las relaciones entre Cataluña y el resto de España provocaron que el entonces ministro de Exteriores, José Manuel García-Margallo, asegurara que una cátedra en el extranjero no debe servir «de base para alentar procesos secesionistas contrarios a la Constitución», resaltando que «mientras yo sea ministro no ocurrirá en ninguna embajada española». En enero de 2015, asumió el cargo de directora de la Escuela de Economía y Finanzas a la Universidad de Saint Andrews (Escocia).

## Actividad política
Desde mediados de 2016 hasta julio de 2017, fue miembro del Secretariado Nacional de la Asamblea Nacional Catalana, justo antes de ser nombrada consejera de Educación en la remodelación del Generalidad de Cataluña bajo la presidencia de Puigdemont. Desde su Consejería, participó en la organización y celebración del Referéndum de independencia de Cataluña de 2017, ordenando la apertura de las escuelas e institutos como colegios electorales.
Después de ser cesada como consejera mediante la aplicación del artículo 155 de la Constitución, el 30 de octubre de 2017 se trasladó a Bruselas junto con Carles Puigdemont y tres exconsejeros más, Lluís Puig, Antoni Comín y Meritxell Serret. 
En las Elecciones al Parlamento de Cataluña de 2017 fue escogida diputada con la lista de Junts per Catalunya. Renunció a su acta de diputada el 28 de enero de 2018 para garantizar la ajustada mayoría independentista en la sesión de investidura. El 10 de marzo de 2018, anunció que dejaba de residir en Bruselas y se establecía en el Reino Unido para reincorporarse como catedrática en la Universidad de Saint Andrews.
En abril de 2019, concurrió como número 3 de la lista de Lliures per Europa para las elecciones al Parlamento Europeo, encabezada por Puigdemont. La candidatura consiguió dos escaños, los de Puigdemont y Comín. Ponsatí se quedó fuera hasta la formalización del brexit, cuando la nueva distribución de escaños comportó la entrada de Ponsatí al Parlamento Europeo.
En el Parlamento Europeo, Clara Ponsatí es miembro de la Comisión de Industria, Tecnología, Investigación y Energía y del Sub-Comité de Asuntos Fiscales. También es sustituta de la Comisión de Asuntos Económicos y Monetarios y participa a la Delegación de relaciones con Canadá. En sus intervenciones plenarias, Ponsatí ha denunciado en numerosas ocasiones el supuesto incumplimiento del Estado de derecho por parte del Gobierno español en términos de derechos civiles y políticos y separación de poderes, además de poner de manifiesto que la Unión Europea no es la unión de pueblos que pretendía ser.
En 2023, se opuso al pacto de gobierno adoptado por su partido y el PSOE.Sin embargo, el pacto fue aprobado por 86% de la militancia de Junts per Catalunya.

## Euroórdenes
El 24 de marzo de 2018 el magistrado del Tribunal Supremo Pablo Llarena emitió una orden de detención europea contra ella, y se inició el procedimiento de extradición ante los tribunales escoceses. El rector de la Universidad de Glasgow, Aamer Anwar, fue su abogado defensor. El día 28, Ponsatí se entregó a las autoridades escocesas, que la dejaron en libertad provisional. El 19 de julio de 2018, el juez Pablo Llarena retiró la euroorden contra Ponsatí y contra el resto de encausados a Bélgica y Suiza, después de saber que el tribunal alemán de Schleswig-Holstein ofreció la entrega a España Puigdemont por el delito de malversación pero no por el de rebelión.
El 5 de noviembre de 2019, el juez Llarena envió al Reino Unido una nueva orden de detención europea contra Clara Ponsatí basada en el delito de sedición. En principio, el Reino Unido denegó tramitar la euroorden por “desproporcionada” bajo la legislación británica y pidió que, para volver a evaluar la decisión, se les proporcionara más información. Esto creó un conflicto diplomático, y el Reino Unido finalmente emitió otro documento para declarar que calificar la orden como desproporcionada había sido un error. Después de que el juez Llarena enviara la información complementaria solicitada por las autoridades británicas, el Reino Unido aceptó tramitar la euroorden. El 14 de noviembre de 2019, Ponsatí declaró en Edimburgo delante de un juez escocés, que terminó archivando la euroorden en agosto de 2021, cuando Ponsatí ya era eurodiputada y residente en Bélgica. Aunque Llarena no retiró la euroorden, la policía belga no detuvo a Ponsatí ni los tribunales belgas abrieron ningún procedimiento, pues, como eurodiputada, dispone de inmunidad.
El 28 de marzo de 2023 regresó a España voluntariamente por la frontera terrestre con Francia y fue detenida a las pocas horas por los Mozos de Escuadra en la plaza de la Catedral de Barcelona. Posteriormente fue puesta en libertad tras ser citada para comparecer ante el magistrado Llarena. Sin embargo, siguiendo lo que previamente declaró públicamente, no se presentó a dicha citación y la Justicia ha vuelto a dictar una orden de detención.

## Obras
- Molts i ningú. Embastat de memòries i altres històries; Clara Ponsatí; La Campana, 2022
- The Case of the Catalans: Why So Many Catalans No Longer Want to be Part of Spain; Clara Ponsatí (Ed.); Luath Press, 2020
- The stability of Multi-Level Governments; Enriqueta Aragonès; Clara Ponsatí; Barcelona Graduate School of Economics, juliol 2019
- Meritocracy, egalitarianism and the stability of majoritarian organizations; Salvador Barberà; Carmen Bevià; Clara Ponsatí; Games and Economics Behavior (2015) 91:237-257
- L'endemà; by Clara Ponsati & altri; Pub.: [Barcelona] Massa d'Or Produccions Corporació Catalana de Mitjans Audiovisuals D.L. 2014
- Von Neumann i la teoria de jocs; Ponsatí, Clara; Pub.: 2010-03-11T09:25:00Z 2010-03-11T09:25:00Z 2010-02-24
- Robust bilateral Trade and Mediated Bargaining; Jernej Copic; Clara Ponsatí; Journal of the European Economic Association (2008) 6:570-580
- Bargaining over multiple issues with maximin and leximin preferences; Amparo M. Mármol; Clara Ponsatí; Social Choice and Welfare (2008) 30:211-223
- Bargaining one-dimensional social choices; Daniel Cardona; Clara Ponsatí; Journal of Economic Theory (2007) 137:627-651
- Economic Diplomamcy; Clara Ponsatí; Journal of Public Economic Theory (2004) 6:675-691
- Randomly available outside options in bargaining; Clara Ponsatí; József Sákovics; Spanish Economic REview (2001) 3:231-252
- Rubinstein bargaining with two-sided outside options; Clara Ponsatí; József Sákovics; Economic Theory (1998) 11:667-672
- Multiple-issue bargaining and axiomatic solutions; Clara Ponsati; Joel Watson; International Journal of Game Theory (1997) 26:501-524
- Mediation is necessary for efficient bargaining; Clara Ponsati Obiols; József Sákovics; Universitat Autònoma de Barcelona Departament d'Economia i d'Història Econòmica; Pub.: Barcelona Universitat Autònoma de Barcelona, Departament d'Economia i d'Història Econòmica 1992.
- El Finançament de les comunitats autònomes : comparació internacional; Clara Ponsati Obiols; Institut d'Anàlisi Econòmica.; Universitat Autònoma de Barcelona- 1990.
- Search and Bargaining in Large Markets With Homogeneous Traders; Clara Ponsatí;Publication: Contributions in Theoretical Economics, v4 n1 (2004/2/9);Pub.: Walter de Gruyter eJournals
- La financiación de la Comunidades autónomas : comparación internacional; Clara Ponsati i Obiols; Publication: Revista de economia publica, 1991, 12, pp. 65-10